# Mussaenda intuspilosa
Mussaenda intuspilosa là một loài thực vật có hoa trong họ Thiến thảo. Loài này được Jayaw. mô tả khoa học đầu tiên năm 1963.